# هوغو شمايسر
يعد هوغو شمايسر (24 سبتمبر 1884 - 12 سبتمبر 1953) من أهم مخترعي الأسلحة الفردية في القرن العشرين. ولد شمايسر في يينا ، تورينجيا. كان والده لويس شمايسر (1848-1917)، أحد أشهر مصممي الأسلحة في أوروبا. قام هوغو شمايسر بمعظم أعماله في مدينة زول بتورينجيا لصناعة الأسلحة.

## تصاميم
لم يكن لشميسر دور في تطوير مدفع رشاش MP-40 على الرغم من لقبه "Schmeisser". 
- بيرجمان العدد. 7 وزارة الدفاع. 1903 .
- مسدس ماوزر C96 ٬17000وحدة تم تجميعها من قبل شركة بيرجمان. [2]
- بيرجمان MG 15nA رشاش . مدفع رشاش خفيف (حسب معايير الحرب العالمية الأولى، 12.9   كجم) في 5000 وحدة صنعت في نهاية الحرب. [2]
- ام بي 18 ؛ حوالي 17000 ، وليس عد مختلف الحيوانات المستنسخة ونسخ وثيقة. [3]
- هينيل شميسير وزارة الدفاع. أنا مسدس جيب في 6.35   مم، استنادا إلى اثنين من براءات الاختراع Schmeisser. حوالي 40,000 تم صنعها. [4]
- هينيل 1928 مسدس الهواء . مسدس لوجر حوالي 25000 وحدة مباعة. [5]
- ام بي 18 [3]
- هينيل . 33 بندقية الهواء تشبه Kar98. [5]
- ام بي 40 ، حوالي 26,500 صنعت في الغالب للتصدير إلى حلفاء ألمانيا النازية. [6]
- StG 44 ( [6]
- StG 45 (H) ؛ تصميم جديد تأخر الأسطوانة. تم اختبار نموذج أولي تم التقاطه في حدائق إثبات أبردين

## قائمة المراجع
1. ↑  Yenne، Bill (13 أكتوبر 2009). Tommy Gun: How General Thompson's Submachine Gun Wrote History. St. Martin's Press. ص. 306. ISBN:978-1-4299-6487-6. مؤرشف من الأصل في 2020-01-26.
2. 1 2  Hogg، Ian؛ Walter، John (29 August 2004). Pistols of the World. David & Charles. ص. 42. ISBN:0-87349-460-1. مؤرشف من الأصل في 3 يونيو 2016. اطلع عليه بتاريخ أغسطس 2020. {{استشهاد بكتاب}}: تحقق من التاريخ في: |تاريخ الوصول= (مساعدة)
3. 1 2  Schwing، Ned (5 November 2005). Standard Catalog of Military Firearms: The Collector's Price and Reference Guide. Iola, Wisconsin: Krause Publications. ص. 148. ISBN:0-87349-902-6. مؤرشف من الأصل في 7 مارس 2020. اطلع عليه بتاريخ أغسطس 2020. {{استشهاد بكتاب}}: تحقق من التاريخ في: |تاريخ الوصول= (مساعدة)
4. ↑  Shideler، Dan؛ Lee، Jerry (December 2011). 2012 Standard Catalog of Firearms: The Collector's Price & Reference Guide. Iola, Wisconsin: Krause Publications. ص. 497. ISBN:1-4402-1688-6. مؤرشف من الأصل في 26 مايو 2020. اطلع عليه بتاريخ أغسطس 2020. {{استشهاد بكتاب}}: تحقق من التاريخ في: |تاريخ الوصول= (مساعدة)
5. 1 2  Wolff، Eldon G. (1958). Air Guns. New York: Duckett's Publishing Co. ص. 180. مؤرشف من الأصل في 2020-01-10.
6. 1 2  Peterson، Phillip (18 October 2013). Standard Catalog of Military Firearms: The Collector's Price and Reference Guide. Iola, Wisconsin: Krause Publications. ص. 152–154. ISBN:978-1-4402-3692-1. مؤرشف من الأصل في 7 مارس 2020. اطلع عليه بتاريخ أغسطس 2020. {{استشهاد بكتاب}}: تحقق من التاريخ في: |تاريخ الوصول= (مساعدة)